# 1990 Giorni dopo
1990 Giorni dopo è un album antologico della cantante italiana Lena Biolcati uscito nel 1990.

## Descrizione
Si tratta di una raccolta post-sanremese, uscita dopo la presentazione del brano Amori alla quarantesima edizione della rassegna canora (in coppia con Gilbert Montagnè).
Amori è l'unico brano inedito presente nel disco, il testo è scritto dalla stessa Biolcati, mentre la musica è scritta, sotto lo pseudonimo di Robymiro, da Roby Facchinetti, tastierista dei Pooh, vincitori della stessa edizione del Festival con Uomini soli.
Il "1990" nel titolo indica sia l'anno di pubblicazione del disco, sia il numero dei giorni (poco più di 5 anni) trascorsi dal debutto della cantante.

## Tracce
1. Amori (Lena Biolcati - Robymiro)
2. Anna eri bella (Lena Biolcati)
3. Gli anni che verranno (Marco Tansini - Stefano D'Orazio)
4. Uomo di una notte (Dodi Battaglia - Lena Biolcati)
5. Poche stagioni per fare una donna (Lena Biolcati)
6. Vita mia (Marco Tansini - Stefano D'Orazio)
7. Vivi (Marco Tansini - Stefano D'Orazio)
8. Io donna anch'io (Marco Tansini - Stefano D'Orazio)
9. Innamoratevi come me (Roby Facchinetti - Valerio Negrini)
10. Grande grande amore (Maurizio Fabrizio - Stefano D'Orazio)